# Religião em Moçambique
Religião em Moçambique (2020)

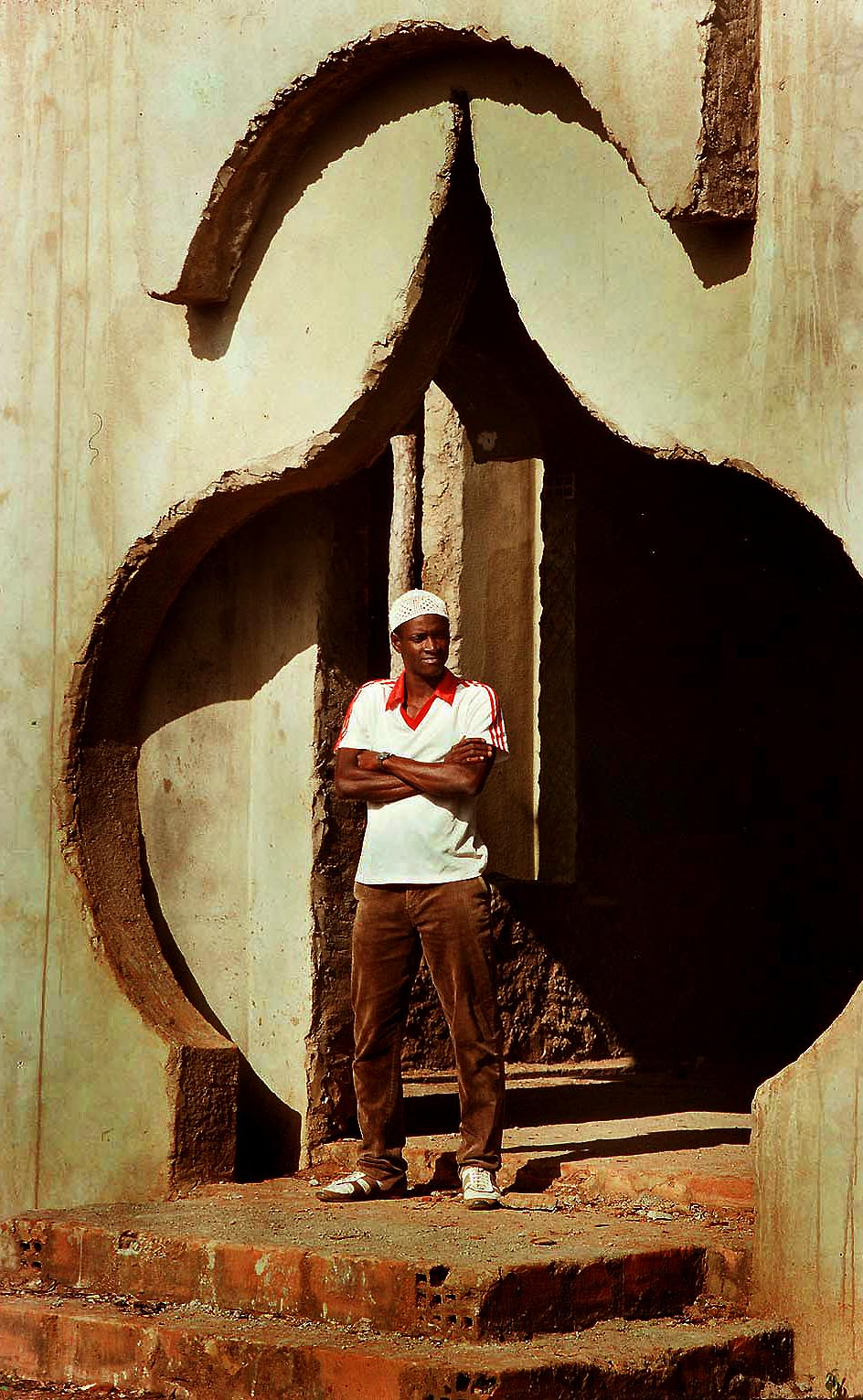
Um muçulmano aguarda na porta de uma Mesquita

A situação atual da religião em Moçambique está mal documentada. O censo de 2007 revelou que os cristãos formam 56,1% da população, os muçulmanos compunham 17,9% da população de Moçambique, enquanto 7,3% das pessoas afirmaram praticar outras crenças, principalmente o animismo, e 18,7% não tinham crenças religiosas.
As diferentes comunidades religiosas estão distribuídas por todo o país. As província do norte são predominantemente muçulmanas, mas algumas áreas do interior do norte têm uma forte concentração de comunidades católicas e protestantes. Protestantes e católicos são geralmente mais numerosos no Sul e nas regiões centrais, mas a minoria muçulmana também está presente nessas regiões.
A Direcção Nacional dos Assuntos Religiosos do Ministério da Justiça afirma que os cristãos evangélicos são o grupo religioso que mais cresce no país. A crescente população de imigrantes da Ásia Meridional é predominantemente muçulmana e segue a escola Hanafi da jurisprudência islâmica.
A Constituição prevê a liberdade de religião, e o governo de modo geral respeita esse direito na prática. Em 2010 estavam registradas no Departamento de Assuntos Religiosos do Ministério da Justiça 732 denominações religiosas e 144 organizações religiosas. Os principais grupos religiosos cristãos incluem Anglicana, Batista, A Igreja de Jesus Cristo dos Santos dos Últimos Dias (Mórmons), Congregacional, Metodista, Nazareno,  Presbiteriana, Testemunhas de Jeová, Católica Romana, Igreja Batista do Sétimo Dia, Adventista do Sétimo Dia e Igreja Universal do Reino de Deus, bem como igrejas evangélicas, apostólica e pentecostal. Muitas igrejas evangélicas e protestantes pequenas e independentes que se separaram das principais denominações reúnem crenças e práticas tradicionais africanas na estrutura cristã.
O governo informa que nenhum subgrupo islâmico está registrado; no entanto, a grande maioria dos muçulmanos é sunita, com a pequena minoria xiita principalmente originária da Ásia Meridional.  As três principais organizações islâmicas são a Comunidade Maometana, o Congresso Islâmico e Conselho Islâmico. Jornalistas muçulmanos informam que as diferenças entre o sunismo e o xiimo não é particularmente importante para muitos muçulmanos em Moçambique, que têm mais probabilidade de se identificarem com um líder religioso, independentemente de este ser sunita ou xiita. A população muçulmana do país representa as quatro escolas de pensamento do islamismo: Hanafita, xafeíta, maliquita, e hambalita.
Estão também registrados grupos de judeus, hindus e bahá'í, mas estes e constituem uma porcentagem muito pequena.
As principais mesquitas do país e a Igreja Católica tentam eliminar práticas tradicionais indígenas nos locais de culto, instituindo práticas que refletem uma interpretação mais estrita dos textos sagrados; no entanto, alguns adeptos cristãos e muçulmanos continuam a incorporar práticas e rituais tradicionais, e as autoridades religiosas geralmente são permissivas.
Grupos missionários estrangeiros operam livremente no país. Alguns montam centros de ensino religioso para as comunidades locais, enquanto outros oferecem bolsas para estudantes estudarem no país dos respectivos missionários.